# Amphipoea senilis
Amphipoea senilis là một loài bướm đêm trong họ Noctuidae.